# Strada nazionale 9 (Paraguay)
La strada nazionale PY09 "Dottor Carlos Antonio López" (in spagnolo: Ruta Nacional PY09 "Doctor Carlos Antonio López"), meglio conosciuta come Transchaco, è una strada statale del Paraguay che unisce la capitale nazionale Asunción con la regione del Chaco Boreal e con la frontiera con la Bolivia.
Oltre il confine argentino prosegue come strada 11 mentre oltre il confine boliviano continua come strada 6.